# Silván (Benuza)
Silván, geográficamente situado en la Cabrera Baja, en la comarca natural de La Cabrera, es una localidad y pedanía del municipio de Benuza, incluida administrativamente dentro del Consejo Comarcal de El Bierzo, provincia de León, comunidad autónoma de Castilla y León, España.

## Datos básicos
- Está formada por seis barrios: Santiago, la Peña, Fresnedo, Moralinas, Prosillo, Piniellas.
- Está atravesado por el río Silván, afluente del Río Cabrera.

## Historia
La fundación de Silván se dataría en la Edad Media, cuando se integró en el Reino de León, en cuyo seno se habría acometido su fundación o repoblación.
Durante la Edad Moderna perteneció a la Gobernación de Cabrera, que se integraba dentro de la provincia de León de la época, quedando encuadrado en la división de 1833 en la actual provincia de León, dentro de la Región Leonesa.

## Demografía
Según el censo de 2019 tiene 133 habitantes. No se dispone de información demográfica al nivel del pueblo, pero sí del municipio donde está situado que era, a principios del siglo XX, el más poblado de la comarca. Durante las décadas 1950-1970, el municipio perdió más de 55% de su población por emigración económica (con dirección a Cataluña, Alemania, Francia, Bélgica y Suiza). Si según el censo de 1900 la comarca contaba con 2.811 habitantes, en 2005 ya solo conservaba 707 (o sea una disminución del 74%). 

## Economía
Su población se dedica a una agricultura y ganadería de subsistencia. Otras de sus riquezas son las canteras de pizarra lo que hizo bajar el alto porcentaje de emigración durante el siglo XX

## Clima
Situada en el límite occidental de León, el clima es oceánico, marcado a la vez por su altitud (999 metros de media) y su continentalidad. La temperatura media según la estación meteorológica más cercana (en As Petarelas, Orense), es de 12,7 °C, con una temperatura media en enero de 5 °C y en agosto de 21 °C.
Las precipitaciones son de unos 1000 mm al año, con clara sequía estival (cuatro a cinco meses de sequía, con julio y agosto totalizando menos de 20 mm mensuales). El sol luce unas 2100 horas por año.

## Fauna
Mamíferos grandes como el zorro, corzo, jabalí, ciervo, conejo y liebre son muchos de los que habitan estos montes. También destacar la ausencia de lobos debido a su persecución y casi exterminación por los pastores por la amenaza a los rebaños de ovejas y cabras... por otra parte los mamíferos pequeños forman parte también de la fauna, como la ardilla, topo, erizo, etc
Otras especies de interés son las rapaces: lechuza, búho, águila, y el gavilán y diversas aves más pequeñas como; perdices, codorniz, golondrinas, pardales, herrerillos, carboneros, etc. También podemos apreciar reptiles como culebras, lagartos, lagartijas y anfibios como sapos, ranas, tritones... En sus ríos las truchas son menos abundantes que antiguamente, pero se siguen viendo.

## Flora
Su vegetación es muy variada por su clima de sierra la hierba y mata baja donde pasta el corzo, o por sus diversas especies de árboles como los chopos, robles, encinas,alisos, cerezos, nogales, castaños.... estos últimos con una gran población debido a la recogida de su fruto en el otoño desde hace ya muchos siglos.

## Festividades
- Romería de Santa Elena, en la localidad vecina de Lomba, celebrada antiguamente el 3 de mayo, actualmente se celebra el primer domingo de dicho mes. Se realiza en honor a la Santa Elena, madre de Constantino I el Grande y que descubrió la cruz donde murió Jesucristo, en la ermita del mismo nombre.

- Santiago apóstol (25 de julio). Silván celebra sus fiestas el 25 de julio, festividad de Santiago apóstol (patrón).

- Fiesta de Nuestra Señora y San Roque (15 de agosto), en la ermita de Fresnedo.

## Deportes
Los bolos es el juego más popular practicado sobre todo durante las fiestas como también es el tiro al plato. También destacan algunos juegos ya un poco olvidados como el manro.